# Rajd Dolnośląski 2011
21. Rajd Dolnośląski – 21. edycja Rajdu Dolnośląskiego. Był to rajd samochodowy rozgrywany od 2 do 4 września 2011 roku. Bazą rajdu było miasto Kłodzko. Była to piąta runda Rajdowych Samochodowych Mistrzostw Polski w roku 2011. Rajd składał się z trzynastu odcinków specjalnych.

## Wyniki końcowe rajdu[1]
| Miejsce | Kierowca             | Pilot              | Samochód                | Czas      | Strata  | Grupa Klasa | Punkty |
| ------- | -------------------- | ------------------ | ----------------------- | --------- | ------- | ----------- | ------ |
| 1       | Bryan Bouffier       | Xavier Panseri     | Peugeot 207 S2000       | 1:22:16.5 | –       | S2/R4       | 42     |
| 2       | Kajetan Kajetanowicz | Jarosław Baran     | Subaru Impreza STi R4   | 1:22:24.5 | +8.0    | S2/R4       | 37     |
| 3       | Grzegorz Grzyb       | Daniel Siatkowski  | Peugeot 207 S2000       | 1:23:24.2 | +1:07.7 | S2/R4       | 26     |
| 4       | Michał Sołowow       | Maciej Baran       | Ford Fiesta RRC         | 1:23:37.3 | +1:20.8 | S2/R4       | 26     |
| 5       | Wojciech Chuchała    | Kamil Heller       | Subaru Impreza TMR 10   | 1:24:44.2 | +2:27.7 | N4          | 16     |
| 6       | Tomasz Kuchar        | Daniel Dymurski    | Mitsubishi Lancer Evo V | 1:25:08.1 | +2:51.6 | HRP         | 19     |
| 7       | Jan Chmielewski      | Grzegorz Dachowski | Citroën DS3 R3T         | 1:28:14.0 | +5:57.5 | R3T         | 11     |
| 8       | Daniel Chwist        | Dariusz Burkat     | Subaru Impreza STi N14  | 1:29:29.4 | +7:12.9 | N4          | 7      |
| 9       | Ariel Piotrowski     | Ireneusz Pleskot   | Citroën C2 R2 Max       | 1:30:33.2 | +8:16.7 | R2B         | 5      |
| 10      | Tomasz Żerebecki     | Jacek Spentany     | Citroën C2 R2 Max       | 1:31:10.6 | +8:54.1 | R2B         | 2      |